# Вільясьєрвос
Вільясьєрвос (ісп. Villaciervos) — муніципалітет в Іспанії, у складі автономної спільноти Кастилія-і-Леон, у провінції Сорія. Населення — 103 особи (2010).
Муніципалітет розташований на відстані близько 170 км на північний схід від Мадрида, 13 км на захід від Сорії.
На території муніципалітету розташовані такі населені пункти: (дані про населення за 2010 рік)
- Вільясьєрвітос: 34 особи
- Вільясьєрвос: 69 осіб

## Демографія
Динаміка населення (INE ):

## Галерея зображень

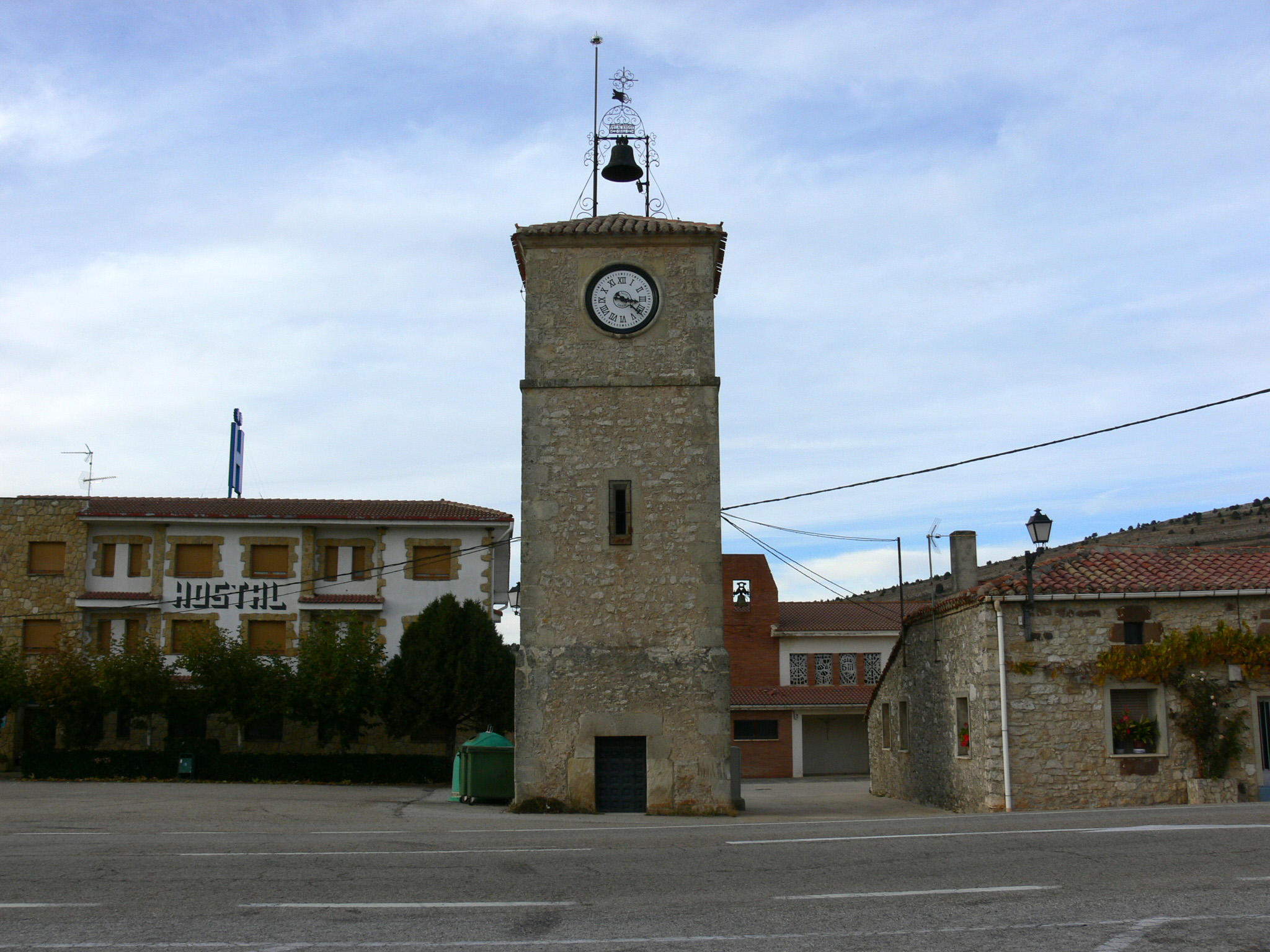
Годинникова вежа